# 피오나 쇼
피오나 쇼(Fiona Shaw, CBE, 1958년 7월 10일 ~ )는 아일랜드의 배우이자 오페라 · 연극 연출가이다. 해리 포터 영화 시리즈에서 피튜니아 더즐리 역할로 출연하였다. 연극 《당신 뜻대로》, 《엘렉트라》, 《사천의 선인》으로 1990년 로런스 올리비에상 여우주연상을 받았으며, 《머시널》로 1994년 한 차례 더 수상했다. 1997년 연극 《황무지》로 드라마 데스크상 단독 공연 연기상을 수상하기도 했다. 텔레비전 드라마 《킬링 이브》를 통해 2019년 영국 아카데미 텔레비전상 여우조연상을 받았다.

## 출연 작품

### 영화
- 나의 왼발 (1989)
- 마운틴 오브 더 문 (1990)
- 세 남자와 아기 2 (1990)
- 슈퍼 마리오 (1993)
- 첩보원 가족 (1993)
- 설득 (1995)
- 제인 에어 (1996)
- 안나 카레니나 (1997)
- 푸줏간 소년 (1997)
- 어벤저 (1998)
- 해리 포터와 마법사의 돌 (2001)
  - 해리 포터와 비밀의 방 (2002)
  - 해리 포터와 아즈카반의 죄수 (2004)
  - 해리 포터와 불사조 기사단 (2007)
  - 해리 포터와 죽음의 성물 1부 (2010)
- 오픈 유어 아이즈 2 (2002)
- 블랙 달리아 (2006)
- 캐치 앤 릴리즈 (2006)
- 분열 (2007)
- 도리안 그레이 (2009)
- 디도와 아이네이아스 (2009)
- 트리 오브 라이프 (2011)
- 잉글리쉬 티처 (2013)
- 픽셀 (2015)
- 리지 (2018)
- 콜레트 (2018)
- 암모나이트 (2020)
- 에놀라 홈즈 (2020) - 미스 해리슨 역
- 혈육 (2020)
- 이프: 상상의 친구 (2024) - 할머니 역
- 에코 밸리 (2025) - 레슬리 올리버 역

### 텔레비전
- 셜록 홈즈 (1984)
- 엠파이어 (2005)
- 트루 블러드 (2011)
- 아가사 크리스티: 미스 마플 (2013)
- 에메랄드 시 (2017)
- 펜 제로: 파트타임 히어로 (2017) - 목소리
- 킬링 이브 (2018-22)
- 플리백 (2019)
- 스타워즈: 안도르 (2022)
- 트루 디텍티브 (2024)

## 서훈
- 2001년 명예 대영 제국 훈장 3등급(honorary CBE, 외국인대상 정원외 명예훈장)

## 수상 및 후보
| 연도 | 상                                           | 작품                                   | 부문 |
| ---- | -------------------------------------------- | -------------------------------------- | ---- |
| 1986 | 올리비에상 조연상                            | 뜻대로 하세요 / 메피스토               | 후보 |
| 1990 | 올리비에상 여우주연상                        | 일렉트라 / 뜻대로 하세요 / 사천의 선인 | 수상 |
| 1992 | 올리비에상 여우주연상                        | 헤다 가블레르                          | 후보 |
| 1993 | 이브닝 스탠더드상 여우주연상                 | 머시널                                 | 수상 |
| 1994 | 올리비에상 여우주연상                        | 머시널                                 | 수상 |
| 1997 | 드라마 데스크상 솔로 퍼포먼스상              | 황무지                                 | 수상 |
| 2001 | 이브닝 스탠더드상 여우주연상                 | 메데이아                               | 수상 |
| 2003 | 드라마 데스크상 연극 여우주연상              | 메데이아                               | 후보 |
| 2003 | 토니상 연극 여우주연상                       | 메데이아                               | 후보 |
| 2008 | 드라마 데스크상 연극 여우주연상              | 오, 행복한 날들                        | 후보 |
| 2008 | 올리비에상 여우주연상                        | 오, 행복한 날들                        | 후보 |
| 2017 | Fangoria Chainsaw Awards 텔레비전 여우조연상 | 채널 제로                              | 후보 |
| 2019 | 영국 아카데미 텔레비전상 여우조연상          | 킬링 이브                              | 수상 |
| 2019 | 프라임타임 에미상 드라마 시리즈 여우 조연상  | 킬링 이브                              | 미정 |
| 2019 | 프라임타임 에미상 코미디 시리즈 게스트상     | 플리백                                 | 후보 |